# 贝恩德·赫英
贝恩德·赫英（德語：Bernd Höing，1955年3月4日—），德国男子赛艇运动员。他曾代表东德参加1980年夏季奥林匹克运动会赛艇比赛，获得男子八人单桨有舵手金牌。